# ドロジャエヴォ (トヴェリ州)
ドロジャエヴォ（ロシア語: Дорожаево）はロシア・トヴェリ州ズブツォフ地区(ru)の村落（Деревня / デレヴニャ）である。ショーシャ川に面し、地区の行政中心地であるズブツォフから北東に48kmの位置にある。人口は2002年全ロシア国勢調査によれば390人（男性182人、女性208人）、2010年では男女合わせて312人。
14世紀から15世紀にかけてはドロゴブージという名の都市（Город / ゴロド）であり、ドロゴブージ公国の首都だった。はじめトヴェリ公国に属し、1328年より独自の公（クニャージ）であるドロゴブージ公が統治した。15世紀末にドロゴブージ公国はモスクワ大公国に組み込まれた。16世紀にはドロゴブージに関して記されることがなくなり、17世紀にはドロジャエヴォ村（село / セロ）として記されている。